# Chaumard (Nièvre)
Pour les articles homonymes, voir Chaumard.
Chaumard est une commune française située dans le département de la Nièvre en région Bourgogne-Franche-Comté, dont les habitants sont appelés les Chaumardois et les Chaumardoises.

## Toponymie
Il a été émis sur l'origine du nom de ce village dont le nom autrefois était: Chaumoys – Chaumayum, divers sentiments. Certains prétendant y voir une origine commune avec le faubourg Marchaud à Autun, (Calidus mars) et en conséquence y ont placé une ancienne manufacture d'armes. À l'appui de ces assertions, l'avocat Millin, dit qu'au XVIe siècle, les comtes de Château-Chinon, ne pouvant presque rien tirer du produits de leurs immenses forêts, avaient voulu établir des forges à fer pour les utiliser et que leurs agents avaient découvert, dans les environs de Chaumard, des monceaux de scories, qu'il donne pour preuve matérielle du fait.
Personne à ce jour n'a trouvé traces de celles-ci et il est préférable de se tenir en garde sur les interprétations uniquement à partir de l'orthographe, qui varie. On peut lire dans une charte de Pierre II de Barrière de Mirepoix, évêque d'Autun, de l'an 1379, et en diverses chartes, que Chaumard s'appelait Chaumoys, d'où conclut l'abbé Baudiau que ce nom viendrait plutôt de la position de ce village, sur le flanc d'une montagne nue, qui le domine au nord et que couronne le hameau des Quatre-Vents. L'origine serait donc Chaumont, (Calvus mons), il suffit pour cela de changer, y en n. En 1518, son nom est orthographié  Chaumar.

## Géographie
Chaumard est un village du Morvan surplombant le lac de Pannecière.
La commune s'étend sur les deux rives de l'Yonne, qui ici se grossit de l'Houssière, et coule dans une vallée étroite et profonde.Son territoire est traversé par la route de Château-Chinon à Ouroux, avec un embranchement sur Montigny-en-Morvan. À la fin du XVIe siècle, la superficie des bois était de 465 hectares. Le climat y est plus tempéré que dans les communes voisines de Montigny-en-Morvan, Ouroux-en-Morvan, Corancy et Châtin.

### Hydrographie
Hydrographie: l'Yonne; l'Houssière, affluent de l'Yonne...

### Géologie
Géologie: ?

### Villages, hameaux, lieux-dits, écarts
Aringette, Blaisy, Courgermain, les Quatre-Vents, Vauminot, Vissingy, Huard, Ardoux, les Quatre-Vents, Pierre-Sèche.

### Climat
Pour des articles plus généraux, voir Climat de la Bourgogne-Franche-Comté et Climat de la Nièvre.
En 2010, le climat de la commune est de type climat des marges montargnardes, selon une étude du Centre national de la recherche scientifique s'appuyant sur une série de données couvrant la période 1971-2000. En 2020, Météo-France publie une typologie des climats de la France métropolitaine dans laquelle la commune est exposée à un climat océanique altéré et est dans la région climatique  Lorraine, plateau de Langres, Morvan, caractérisée par un hiver rude (1,5 °C), des vents modérés et des brouillards fréquents en automne et hiver. 
Pour la période 1971-2000, la température annuelle moyenne est de 10,1 °C, avec une amplitude thermique annuelle de 15,9 °C. Le cumul annuel moyen de précipitations est de 1 173 mm, avec 14 jours de précipitations en janvier et 8,8 jours en juillet. Pour la période 1991-2020, la température moyenne annuelle observée sur la station météorologique de Météo-France la plus proche, « Chateau Chinon », sur la commune de Château-Chinon (Ville) à 9 km à vol d'oiseau, est de 10,5 °C et le cumul annuel moyen de précipitations est de 1 252,3 mm. 
La température maximale relevée sur cette station est de 38,8 °C, atteinte le 25 juillet 2019 ; la température minimale est de −21,3 °C, atteinte le 10 février 1956,,. 
Les paramètres climatiques de la commune ont été estimés pour le milieu du siècle (2041-2070) selon différents scénarios d'émission de gaz à effet de serre à partir des nouvelles projections climatiques de référence DRIAS-2020. Ils sont consultables sur un site dédié publié par Météo-France en novembre 2022.

## Urbanisme

### Typologie
Au 1er janvier 2024, Chaumard est catégorisée commune rurale à habitat très dispersé, selon la nouvelle grille communale de densité à sept niveaux définie par l'Insee en 2022.
Elle est située hors unité urbaine et hors attraction des villes,.

### Occupation des sols
L'occupation des sols de la commune, telle qu'elle ressort de la base de données européenne d’occupation biophysique des sols Corine Land Cover (CLC), est marquée par l'importance des forêts et milieux semi-naturels (51,4 % en 2018), une proportion sensiblement équivalente à celle de 1990 (51,5 %). La répartition détaillée en 2018 est la suivante :  forêts (51,4 %), prairies (17,9 %), eaux continentales (16,5 %), zones agricoles hétérogènes (14,2 %). L'évolution de l’occupation des sols de la commune et de ses infrastructures peut être observée sur les différentes représentations cartographiques du territoire : la carte de Cassini (XVIIIe siècle), la carte d'état-major (1820-1866) et les cartes ou photos aériennes de l'IGN pour la période actuelle (1950 à aujourd'hui).

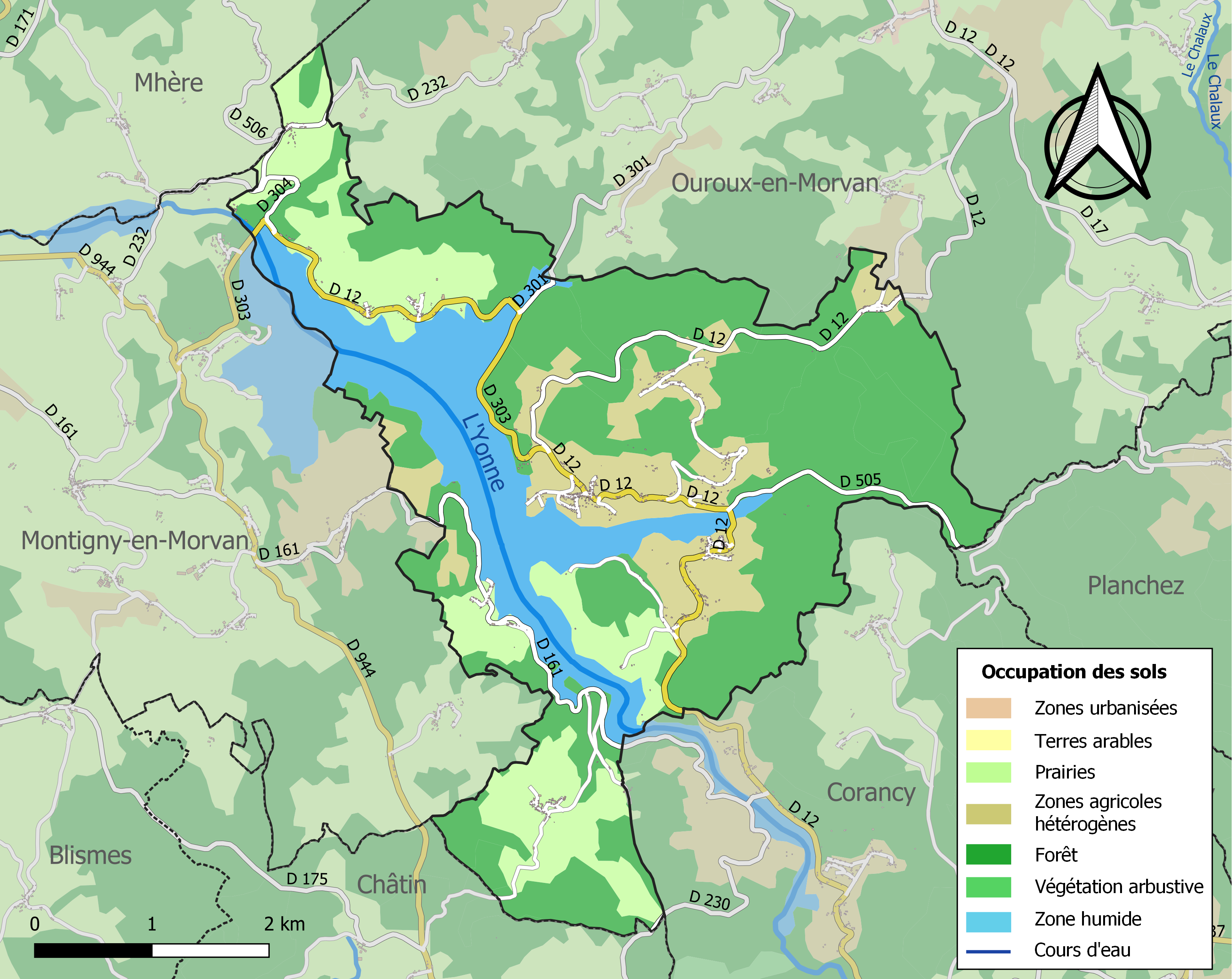
Carte des infrastructures et de l'occupation des sols de la commune en 2018 (CLC).

## Histoire
La paroisse remonterait semble-t-il au XIe siècle. Au civil, elle dépendait du marquisat de la Tournelle, de l'élection et du grenier à sel de Château-Chinon. Elle fit partie en 1790, de l'éphémère canton de Montreuillon. Au spirituel elle relevait du diocèse d'Autun et de l'archiprêtre d'Anost. Le patronage de la cure était à l'évêque et les dîmes se partageaient entre le curé et les seigneurs de Maison-Comte. La portion de ces derniers s'affermait d'ordinaire pour une somme de 264 livres.
Sous la féodalité, la paroisse se divisait en plusieurs fiefs, tous mouvants du comté de Château-Chinon et en arrière fief du marquisat de la Tournelle, auquel ils furent réunis, au XVIe siècle.
En 1223, Hugues de Sully, chanoine d'Autun, fonda son anniversaire, portant donation au prieuré d'Anzy-le-Duc, dépendant de l'abbaye de Saint-Martin d'Autun, du quart de ses vignes de Chaumoy et d'un meix appelé de Arragne. Les fiefs du chef-lieu et de Pierre-Sèche : (villa de petrâ siccâ), à l'est, appartenait en 1300, à Guillaume Gibon, dont la fille Claudine, épousa Hugues d'Arcy, écuyer. Ce seigneur fit hommage pour Chaumoys, en partie en 1323 et pour la ville de Pierre-Sèche, en 1327. Girard du Fournel donna aveu, la même année pour l'autre partie de Chaumard.
Hugues laissa deux enfants : Hugues II et Jeanne, mariée à Huguenin Olivier de Chaumotte, qui firent dénombrement en 1353. Jacques Bondault ou Boudault, sieur de Pierre-Sèche en 1406, laissa ce fief à son fils Jean qui en jouissait encore en 1476. Ces biens passèrent ensuite dans la Maison de la Tournelle, qui possédait déjà Ardoux, Vouas, dépendant de Maison-Comte.

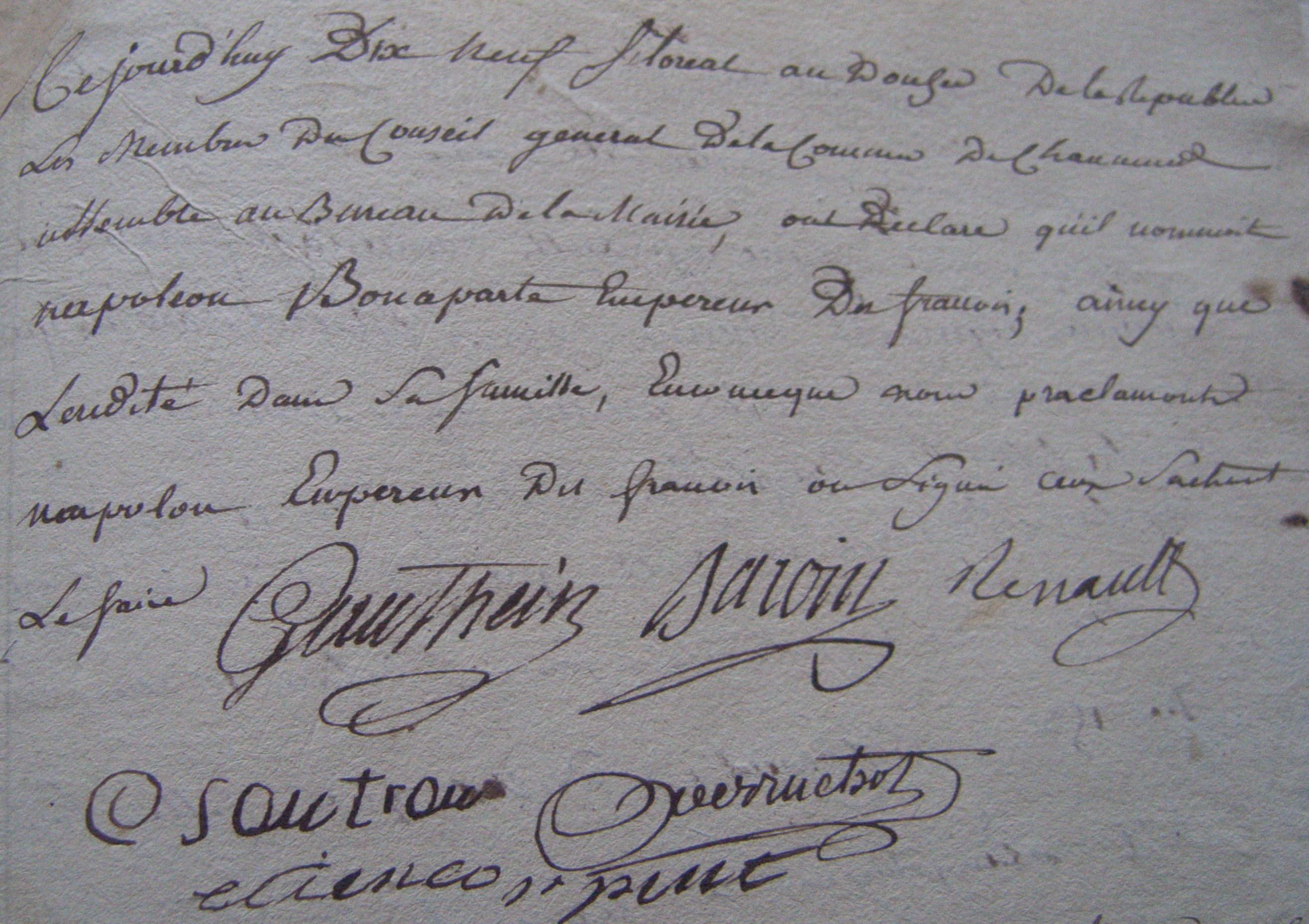
Reconnaissance de l'Empereur Napoléon Bonaparte par Chaumard.

Chaumard reconnut Napoléon Bonaparte en tant qu'Empereur le 19 floréal an XII (9 mai 1804).

### Histoire des hameaux
Aringette: port au bas du village, dans une gorge, fut utilisé pendant longtemps au flottage du bois. C'est là que venait s'entasser tout le bois de moule des environs pour être jeté à la rivière lorsqu'il survenait une crue. Il y avait autrefois une maison-forte en ce lieu, dont il ne reste rien. Il était le siège d'une seigneurie avec haute, moyenne et basse justice, tenue au XIIe siècle par une famille de ce nom. Guyot d'Aringette, écuyer seigneur du lieu, épousa vers 1390, Huguette de Jars, dame d'Auxois et de Razout. Il était déjà décédé en 1421, car Claude son fils était alors sous la tutelle de Guillaume d'Aringette, son oncle. Ferri en donna dénombrement, en 1479, année qui suivit le décès de Claude, son père. De son union avec Jeanne de Barges, il eut trois filles dont la plus jeune Simone d'Aringette fut mariée à Jacques du Pont, écuyer, auquel elle apporta sa terre. Ils eurent trois enfants ; Jean qui reprit de fief en 1504 ; Pierre d'Aringette, abbé de l'abbaye Notre-Dame-et-Saint-Paul de Bellevaux et Catherine femme d'Antoine de Breuillard, qui en reprit de fief en 1504. Le fief fut acquis le 12 août 1583, par Lazarre de la Tournelle, ainsi que la seigneurie  de Corancy qu'il unit à sa terre de Maison-Comte. Elle sera plus tard unit au marquisat de La Tournelle. Néanmoins cette seigneurie avait encore son juge particulier en 1625. Le domaine d'Aringette et celui de Viau, situé à Chaumard furent vendus comme bien national en 1793.
Maison-Comte: Domus Comitis, vulgairement Maïcomte, y existait un château. Les seigneurs, branche de la Maison de la Tournelle, outre ce hameau possédaient également une partie du territoire de Corancy et de Chaumard. Hugues de La Tournelle, dit de Maison-Comte, écuyer seigneur de Corancy en 1290, épousa une noble héritière nommée Mahaut, qui lui apporta la terre de Villaines-lès-Clamecy. Déjà veuve en 1323, Philippe leur fils seigneur de Maison-Comte, de La Chaise-lès-Daint-Léonard donna dénombrement de son  chastel de ses hommes et femmes serfs, les dîmes de Chaumard, de son moulin banal, de ses tailles, rentes et coutumes, en 1351. Jean son frère en fit autant pour sa maison de Corancy et Marguerite de Frasnay, sa belle-sœur, au nom de ses enfants, pour tout ce qu'elle possédait dans la châtellenie de Château-Chinon.
Guy de La Tournelle, seigneur de Maison-Comte, choisit sa sépulture: " Le dimanche après la Sainte Luce, 1375, en l'esglise de l'Abbaye Notre-Dame et Saint-Paul de Bellevaux, ordre des Présmontrés, aux costé de la fousse en laquelle ont esté de nouvel et mis furent ses père et mère, comme y transportés de aultre lieu, ouquel enterrés avoient esté dès les temps que trespassèrent de ce siècle en l'aultre, à laquelle esglise, au profit des religieux d'icelle, iol laisse quarante sols tournois de rente annuelle et perpétuelle pour l'anniversaire de luy testateur, et de noble Marguerite de Fresnoy, sa femme, de présent. De rechief, ledict testateur veult et entend que lesdicts religieux et leurs successeurs soient payés cy-avant, chacun an, perpétuellement de cent sols tournois de rente... pour l'anniversaire de feu noble dame Jeanne de Ville-Cendrier, jadis sa première femme, et de luy testateur, faire et célébrer de cy-en-avantn en chascune semaine, deux messes pour le remède de leurs âmes "
Jean de La Tournelle de Maison-Comte reprit de fief du duc de Bourbon, seigneur de Château-Chinon, en 1409, pour sa maison-forte et ses dépendances, ainsi que pour les biens situés en la châtellenie de Château-Chinon, tous les hommes et femmes situés dans les villes et paroisses de Chaumoys et Corancy et pour toutes les choses advenues du partage de Guy de La Tournelle son père seigneur dudit Maison-Comte. Item le fief de Guillaume de Poissons tenu en arrière-fief dudict duc. Item de la haute, moyenne et basse justice des appartenances dudict Maison-Comte, de Chaumoys, de Corancy, jusqu'à l'église, celle de Blaisy et généralement tous les droits qu'il peut y avoir dans la châtellenie. Jean laissa plusieurs enfants: Michel qui suit, Louis, Jean, seigneur de Brain et de Maligny, Jeanne. En juin 1431, ce seigneur combattant dans les rangs des ennemis du roi, le capitaine de Beaucaire cantonné à Château-Chinon, vint au nom de Charles VII, attaquer le château avec 600 cavaliers et s'en empara.
Michel de La Tournelle, fils du précédent, fit le dénombrement de la seigneurie en 1443 et reconnut que ses justiciables étaient tenus de guet-et-garde de Château-Chinon, principale forterresse d'alentour. Il se donna une triste célébrité par l'assassinat de son frère Louis qu'il enferma, après l'avoir roué de coups, dans les cachots de son château où il finit par mourir empoisonné. Voici le texte adressé par le roi le 4 janvier 1444, au bailli de Saint-Pierre-le-Moutier, pour le faire appréhender au corps: "  Charles, par la grâce de Dieu, roy de France, au bailly de Saint-Pierre-le-Moûtier, ou son lieutenant, salut. De la part de notre chier et bien-aimé cousin, le Duc de Bourbon et d'Auvergne, ou de son procureur, nous a esté exposé: Michel de L aTournelle dit de Maison-Comte, sujet et justiciable de nostre dit cousin, à cause de sa terre et seigneurie de Chastel-Chinon, ja piéça apr ancienne haine et malveillance que il avoit contre un sien frère, appelé Loys de La Tournelle, print son dict frère au bras en allant au marché de Chastel-Chinon ou ailleurs, et iceluy battit et fist battre par d'aultres, jusqu'à effusion de sang, et ainsi battu, le fist mettre en prison, bien étroitement, en laquelle il a esté pendant longtemps en grant poureté et misère, en laquelle prison, par le moyen d'aulcunes viandes et poyson, que ledict Michel luy bailla ou fist bailler, est allé de vie à trépas. Pour occasion duquel faict le procureur de nostre dict cousin en sa terre et justice de Chastel-Chinon et ses officiers ont faict faire information; après laquelle information faicte, le dict Michel, s'est absenté de la terre et justice de notre dict cousin, et est allé demourer hors d'icelle et des limites dudict bailliage, afin qu'il ne fust prins et pugny du faict apr les officiers de notre dict cousin, par le moyen de laquelle chose le dict Michel de Maison-Comte pourroit demourer impugny dudict cas; ains est malvais et malvais exemple... ".
Sur quoi le roi mande et ordonne qu'il soit pris et saisi, où il sera trouvé et livré au bailli de Château-Chinon, pour être puni comme il convient. Nous ne savons pas ce qu'il advint de ce personnage. En 1454, le seigneur du lieu était Antoine de Maison-Comte et il avait épousé Anne de Chandiou, dont il eut Pierre et Anne, puis en secondes noces Jeanne de Cervon qui se remaria elle-même avec Charles de Laval, auquel elle porta la terre de Fretoy, en partie. Jean et Hugues de Coulons, écuyers, se disaient en 1504, seigneur en partie de Maison-Comte, à cause de leur mère. Guy de La Tournelle donna dénombrement en 1560 de cette terre qui fut unie un siècle plus tard au marquisat.
- Blaisy, situé au nord-ouest, près de la rive droite de l'Yonne appartenait à Jean Pimère à cause de sa femme Barthélémie de Bussière en 1334 et la haute justice était unie à celle de Maison-Comte.
- Les Quatre-Vents, nommés ainsi, à cause de leur situation au sommet de la montagne, à 460 mètres d'altitude étaient dans la dépendance de la châtellenie de Montreuillon. La montagne voisine à 571 mètres comportait jadis un signal.
- Cour-Germain, Curtis Germani, hameau situé derrière la précédente montagne jouxtant les Quatre-Vents, était jadis alternatif avec la paroisse d'Ouroux-en-Morvan.
- Vaumigneau au nord-ouest, près de la rive droite de l'Yonne, appartenait en 1334, à Jean Piemère, à cause de Barthélémie de Bussière, sa femme. La haute justice était unie à celle de Maison-Comte.
- Vissingy, au sud, fut consumé par un incendie allumé par imprudence le 8 mars 1862. Ce hameau était une dépendance du prieuré Saint-Christophe de Château-Chinon, qui y jouissait de la moyenne et basse justice, la haute étant au comte de Château-Chinon.

## Politique et administration
Chaumard fait partie de la communauté de communes Morvan Sommets et Grands Lacs.
| Période   | Période    | Identité                | Étiquette | Qualité                          |
| --------- | ---------- | ----------------------- | --------- | -------------------------------- |
| 1904      | 1935       | Jean-Baptiste Gallois   |           |                                  |
| 1935      | 1936       | Paul Goguelat           |           |                                  |
| 1936      | 1941       | Jean Rodot              |           |                                  |
| 1941      | mars 1959  | Armand Colas            |           |                                  |
| mars 1959 | mars 1965  | Philippe-Roger Bruandet |           |                                  |
| mars 1965 | 1978       | Henri Nouhaud           |           |                                  |
| 1978      | mars 1989  | Auguste Revelin         |           |                                  |
| mars 1989 | mars 2001  | Louis André             |           |                                  |
| mars 2001 | avril 2013 | Alain Deconinck         |           | Retraité de la fonction publique |
| juin 2013 | mars 2014  | Jean-Luc Coppin         |           | Coiffeur retraité                |
| mars 2014 | 2020       | Alain Fabien            |           |                                  |

## Démographie
L'évolution du nombre d'habitants est connue à travers les recensements de la population effectués dans la commune depuis 1793. Pour les communes de moins de 10 000 habitants, une enquête de recensement portant sur toute la population est réalisée tous les cinq ans, les populations de référence des années intermédiaires étant quant à elles estimées par interpolation ou extrapolation. Pour la commune, le premier recensement exhaustif entrant dans le cadre du nouveau dispositif a été réalisé en 2006.

En 2022, la commune comptait 196 habitants, en évolution de −5,31 % par rapport à 2016 (Nièvre : −3,28 %, France hors Mayotte : +2,11 %).
| 1793 | 1800 | 1806 | 1821 | 1831 | 1836  | 1841  | 1846  | 1851  |
| ---- | ---- | ---- | ---- | ---- | ----- | ----- | ----- | ----- |
| 795  | 651  | 858  | 862  | 950  | 1 003 | 1 081 | 1 138 | 1 156 |

| 1856  | 1861  | 1866  | 1872  | 1876  | 1881  | 1886  | 1891  | 1896  |
| ----- | ----- | ----- | ----- | ----- | ----- | ----- | ----- | ----- |
| 1 162 | 1 168 | 1 164 | 1 268 | 1 216 | 1 274 | 1 296 | 1 312 | 1 309 |

| 1901  | 1906  | 1911  | 1921 | 1926 | 1931 | 1936 | 1946 | 1954 |
| ----- | ----- | ----- | ---- | ---- | ---- | ---- | ---- | ---- |
| 1 201 | 1 170 | 1 088 | 908  | 816  | 721  | 637  | 561  | 452  |

| 1962 | 1968 | 1975 | 1982 | 1990 | 1999 | 2006 | 2011 | 2016 |
| ---- | ---- | ---- | ---- | ---- | ---- | ---- | ---- | ---- |
| 369  | 345  | 304  | 263  | 238  | 217  | 227  | 210  | 207  |

| 2021 | 2022 | - | - | - | - | - | - | - |
| ---- | ---- | - | - | - | - | - | - | - |
| 200  | 196  | - | - | - | - | - | - | - |

## Économie
L'économie de la commune repose principalement sur l'agriculture (sylviculture et élevage de la race charolaise).
L'essor du tourisme « vert » dans le Morvan ouvre depuis quelques années de nouvelles perspectives économiques au village.

## Lieux et monuments
Religieux
- Église Saint-Pierre du XIIe siècle, reconstruite au XVIe siècle. Ne reste de l'ancien édifice que la base du clocher, sorte de grosse tout située entre le chœur et la nef. En 1667, les trois autels étaient sous l'invocation du saint patron, de Notre-Dame et de saint Denis. Les femmes venaient y faire des offrandes et elles coupaient des bouts des nappes d'autels pour porter les morceaux autour de leur cou, afin d'être guéries de la fièvre. Le curé Paul Moreau, se plaignit de cela à l'archiprêtre. Nous savons par le compte rendu de ces visites que seul le sanctuaire était carrelé, et que le cimetière n'était pas clos. La paroisse comportait 70 familles et 300 communiants. Il était d'usage en ces lieux de célébrer une messe solennelle le jour de la Saint-Sébastien, pour être préservé de la peste, dont le pays fut autrefois affligé. Le dimanche suivant l'Ascension, avait lieu une aumône générale de 20 deniers et d'un boisseau de seigle fournis par chaque chef de famille. Bel ensemble de statues du XIVe siècle au XVIe siècle, dont :
  - Une  Vierge à l'Enfant en pierre calcaire polychrome de la fin du XIVe siècle qui est  Classé MH (1976)[21] ;
  -  Tête de la  Vierge en mortier peint du milieu du XVe siècle[22] ;
  - Statue de saint Pierre, en chêne polychromie, assiette de plâtre, datée de la fin du XIVe siècle, tient sa clef de la main gauche et pointe le doigt de la main droite en l'air, également  Classé MH (1933)[23] ;
  - Statue de saint Sébastien, en pierre calcaire avec polychromie, de début du XVIe siècle[24] ;
  - Statue en bois polychrome de saint Denis, du XVe siècle,  Classé MH (1976)[25].

Ouvert tous les jours, sinon s'adresser à l'hôtel.
Civils

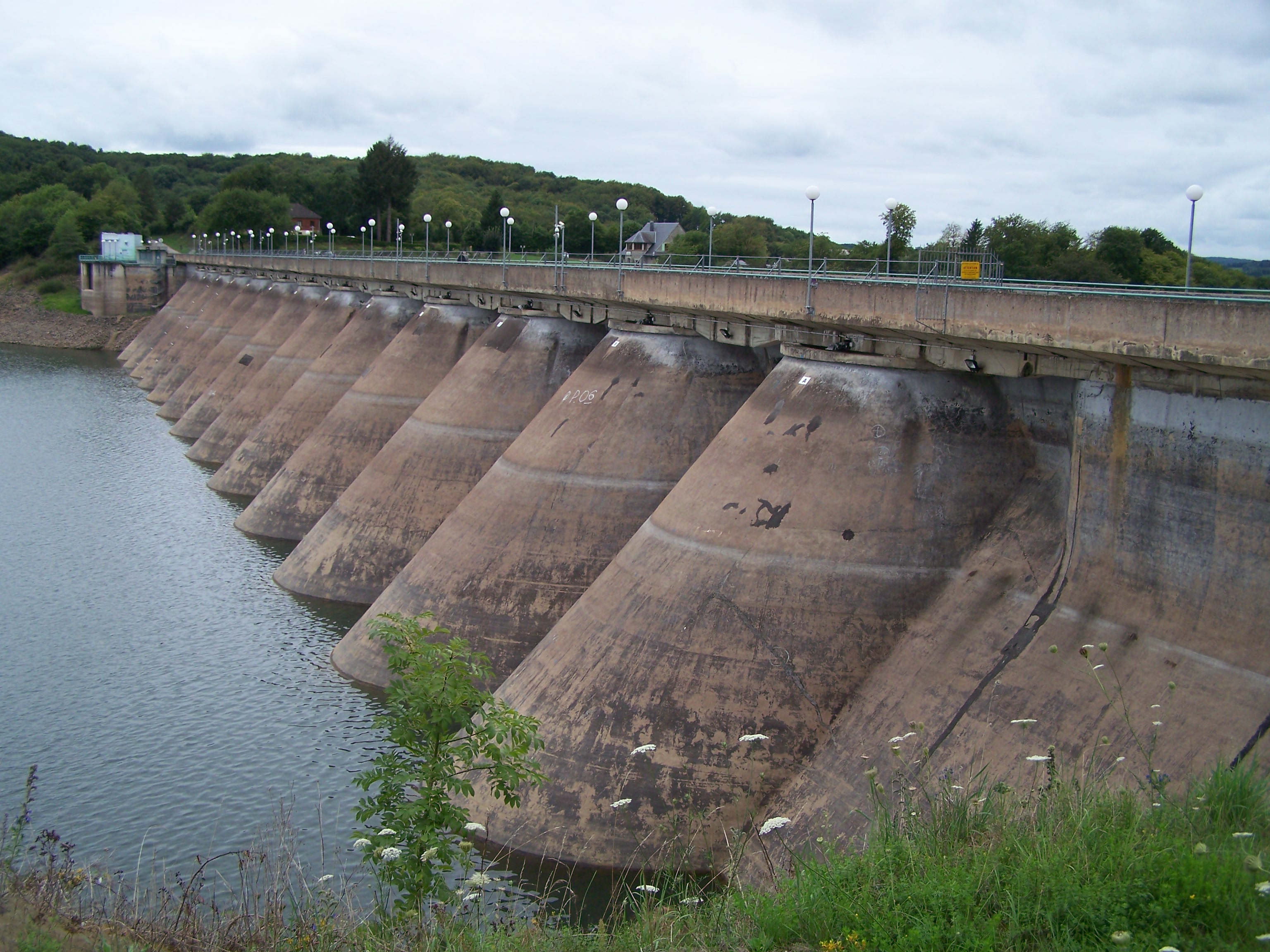
Barrage du lac de Pannecière.

- Château de Maison-Comte, encore debout en 1560, et dont subsistent encore quelques ruines en 1865. Ces ruines, occupent le pic d'une haute montagne, au bas de laquelle coule l'Houssière. À côté s’élèvent deux ou trois chaumières, nommées La métairie du Châteauet vers le sud à environ un kilomètre se voit le hameau de Maison-Comte qui compte une trentaine de feux en cette fin de XIXe siècle. Les ruines forment un demi-cercle, dont l'extrémité méridionale était occupé par la chapelle. Il se distingue encore les amorces des voûtes. Une ceinture de fossés enveloppait le tout. Dans la cour d'honneur, un puits était visible servant encore aux villageois. La légende raconte qu'un jour le château fut assailli et que pour éviter la soldatesque, les femmes se jetèrent en ce puits et que certains jours on les entend encore gémir. On pouvait encore y parcourir les souterrains obscurs où le seigneur Michel de Maison-Comte y tint longtemps renfermé en grande poureté et misère, Louis de la Tournelle, son frère et finit par l'envoyer de vie à trépas en 1443, au moyen de certaines viandes empoysonnées qu'il lui fit bailler.
- La fontaine Saint-Pierre, fut autrefois très vénérée par la population. On pense que cette vénération de la fontaine remonterait à l'époque des druides.
- Lac de barrage de Pannecière-Chaumard.

Militaires

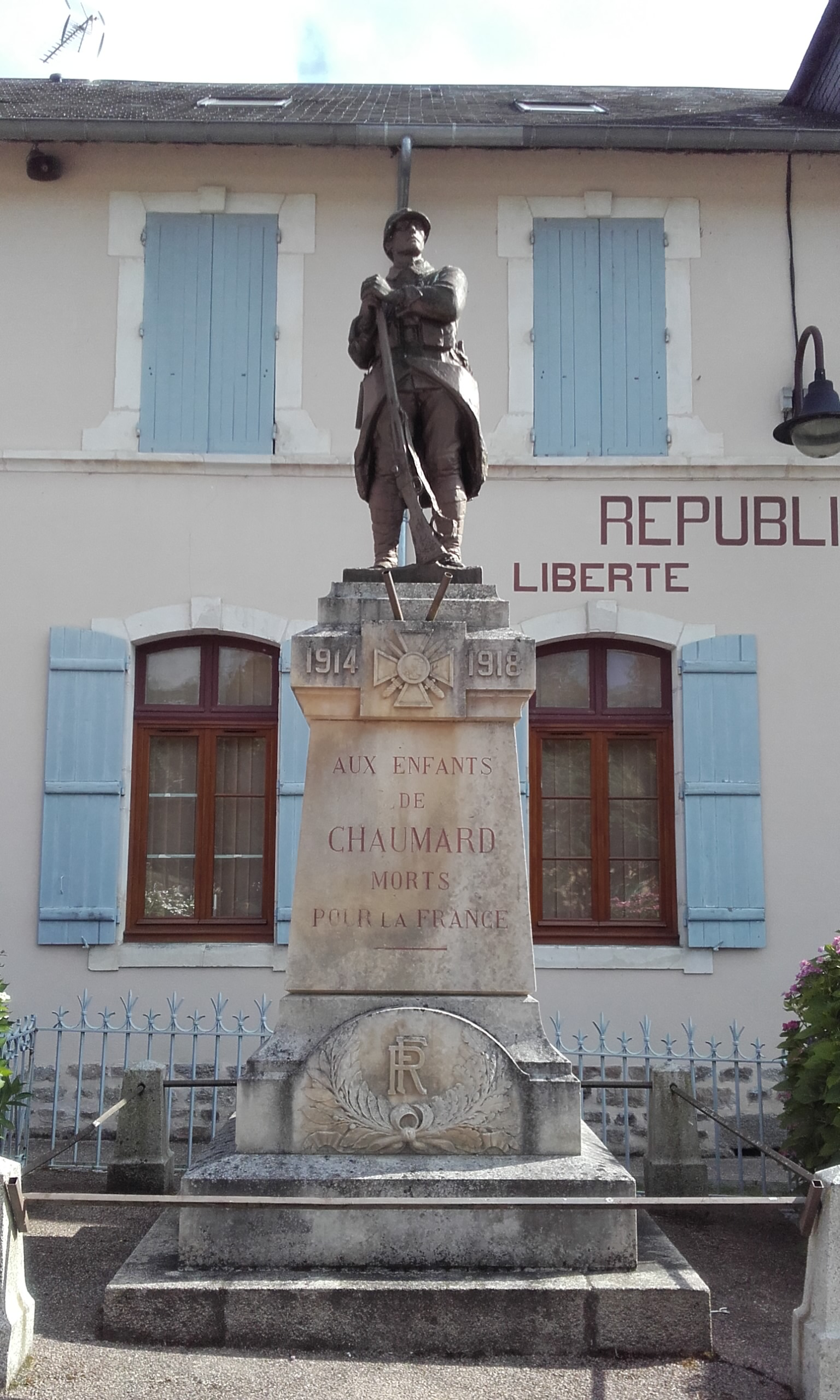
Monument aux morts de Chaumard (Nièvre).

- Monument aux morts de Chaumard (Nièvre).Monument aux morts, inauguré le 6 juin 1926, représentant un poilu debout avec son fusil. Statue en fonte bronzé sur un piédestal[27].

## Personnalités liées à la commune
- La famille Gautherin, qui a donné un sous-préfet à Château-Chinon et un sculpteur, Jean Gautherin, au Morvan, était originaire de Chaumard, où elle possédait une maison de campagne.